# Makarov (film)
Makarov (Макаров) è un film del 1993 diretto da Vladimir Chotinenko.

## Trama
Il film racconta del poeta Alexandr Sergeyevič Makarov, che ha ricevuto una pistola dal sistema del suo omonimo, che ha cambiato radicalmente la sua vita e le relazioni con le persone intorno a lui.